# Anton van Doorninck

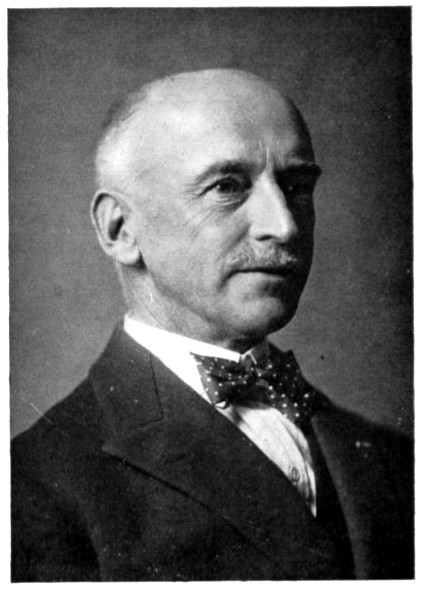
Anton van Doorninck in 1938

Anton van Doorninck (Olst, 10 oktober 1874 - Olst, 4 januari 1952, was een Nederlands thesaurier-generaal, die zijn functie eind 1935 neerlegde omdat hij vond dat opeenvolgende regeringen te weinig deden om de overheidsfinanciën in bedwang te houden. 'Strijder voor gezonde staatsfinanciën', noemde het Algemeen Handelsblad hem toen hij op 77-jarige leeftijd overleed.

## Biografie
Anton van Doorninck is een telg van het geslacht Van Doorninck, dat vooral in de omgeving van Deventer is te vinden.

### Opleiding
Na het gymnasium in Deventer studeerde Van Doorninck rechten aan de Universiteit Utrecht, waar hij in 1900 zijn meestertitel behaalde. Hij promoveerde in 1903 op stellingen tot doctor in de staatswetenschappen.

### Loopbaan
Tijdens zijn studie werkte hij als gemeentesecretaris in Diepenveen. Nadat hij zijn rechtenstudie had voltooid, werd hij in 1908 gemeenteambtenaar in Utrecht en vervolgens in 1912 griffier bij de Provinciale Staten van de Utrecht.

#### Thesaurier-generaal
In september 1923 volgde zijn benoeming tot thesaurier-generaal op het Ministerie van Financiën in Den Haag, als opvolger van Leonardus Trip, de latere president van De Nederlandsche Bank. Als schatkistbewaarder belast met het financieel-economisch beleid was hij ervan doordrongen dat een staat slechts gezond kan zijn met gezonde financiën. In de twaalf jaren dat hij thesauriergeneraal is geweest, 'heeft hij dan ook onvermoeid voor gezonde beginselen*op financieel gebied gevochten', aldus het Algemeen Handelsblad (het huidige NRC) in zijn necrologie. 'Hij is daarbij zeer vaak in botsing gekomen met verschillende politieke stromingen. Op het punt van gezonde financiën wist een scherp karakter als mr Van Doorninck niet van wijken.'
Volgens het dagblad ontstond in toenemende mate verwijdering tussen de minister van Financiën en de thesaurier-generaal. In de periode dat Van Doorninck thesaurier was waren achtereensvolgend Dirk Jan de Geer (CHU), Hendrik Colijn (ARP), en Pieter Oud (VDB, een voorloper van de VVD) minister van Financiën. Hij zag volgens de krant met lede ogen hoe de staatsfinanciën, die van 1925 tot 1930, mede dank zij het voorzichtig beheer van mr Van Doorninck, zeer waren verbeterd, onder de druk van omstandigheden 'in het moeras dreigden te geraken'.
Uit onvrede besloot Van Doorninck zijn ambt, hoewle zijn termijn nog niet was afgelopen, per 1 januari 1936 neer te leggen. Hij werd opgevolgd door zijn plaatsvervanger Leopold Abraham Ries. Die bleef niet lang, aangezien hij net als Van Doornincks zoon homoseksueel was en binnen vijf maanden na zijn aantreden werd gearresteerd wegens beschuldiging van vermeende betaalde seksuele omgang met een minderjarige. Hoewel de thesaurier-generaal geen enkel strafbaar feit kon worden aangewreven en de beschuldiging onbewezen bleef, werd hij ondanks zijn voortreffelijke staat van dienst (slechts 28 jaar oud werd hem vanwege zijn verdiensten al een ridderorde overhandigd) ontslagen vanwege zijn homoseksuele aanleg. Ries werd opgevolgd door B.J. (Bernhard Jan) de Leeuw.

#### Bestuurder bij bedrijven
Na zijn aftreden was Van Doorninck namens de regering gedelegeerd commissaris van de Nederlandse Spoorwegen, commissaris van de Limburgsche Tramweg-Maatschappij, lid van de raad van bestuur van de KLM en lid van verscheidene regeringscommissies. Zo was hij als voorzitter van de regeringscommissie voor Middenstandscrediet de drijvende kracht achter de oprichting van de Nederlandsche Middenstandsbank (NMB). Andere nevenfuncties die hij bekleedde waren onder meer, toen hij in Utrecht werkt, lid van de raad van beheer van de Koninklijke Nederlandse Jaarbeurs, ondervoorzitter en commissaris van de Utrechtse en Arnhemse waterleidingmaatschappij. Ook was hij voorzitter van het Utrechts Stedelijk Orkest.
Van Doorninck stelde zijn ervaring en kennis ook ter beschikking aan bedrijven. Zo was hij lange tijd  commissaris bij uiteenlopende industriële ondernemingen als de Koninklijke fabriek Braat in Delft, de scheepswerf A. Goekoop te Amsterdam, de weverijen van Spanjaard in Borne, en de Nederlandse Springstoffenfabriek. Ook was hij commissaris van de Nederlandsch-Indische Handelsbank en medeoprichter en president-commissaris van de Crediet- en Effectenbank te Utrecht.

## Boxbergen
De familie Van Doorninck bezat sinds het begin van de 19de eeuw een landgoed van 370 hectaren in de omgeving van Olst met zeven pachtboerderijen en het in Wesepe gelegen kasteel Boxbergen, dat de familie zelf bescheiden ‘Huize Boxbergen’ noemde. Het was dan ook geen echt kasteel, hoewel het een torentje heeft, maar een havezate. Later liet de familie in de directe omgeving van Boxbergen nog drie landhuizen bouwen. Anton van Doorninck betrok een maand na zijn huwelijk op 22 november 1902 het zojuist opgeleverde 'Bogerlerhof'. Na zijn vertrek uit Olst om in Utrecht te gaan werken en het overlijden van zijn moeder in 1907 werd het geveild voor 6.500 gulden. Aan het begin van de 21ste is het afgebroken om plaats te maken voor appartementen.
Zelf liet Anton in 1936 'Ossebosch' neerzetten, dat tot de dood in 1980 van zijn enige zoon (en bewoner van het landhuis) Martinus ('Thys') in de familie bleef.
Antons zus Maria en zijn broer Theodoor erfden Boxbergen en voor de derde broer Martinus werd het landhuis 'De Lankhorsterkamp' gebouwd, van dezelfde architect, Lambertus Mensink, die ook de 'Ossebosch' had ontworpen. In de praktijk rouleerden ouders en kinderen, zo woonde derde broer Martinus ook op de havezate.

## Onderscheidingen
Mr.dr. Van Doorninck was Ridder in de Orde van de Nederlandse Leeuw en Commandeur in de Orde van Oranje-Nassau.

## Persoonlijk
Van Doorninck trouwde op 20 oktober 1902 in Zutphen met jonkvrouwe Elisabeth Anna Maria van Andringa de Kempenaer (Zutphen, 6 april 1878 - Olst, 27 januari 1958), dochter van kantonrechter jonkheer D.W. van Andringa de Kempenaer. Ze kregen een kind, Martinus (‘Thys’) van Doorninck (1903 - 1980).
Anton van Doorninck zelf was achterkleinzoon van de burgemeester van Deventer en Tweede Kamerlid Martinus van Doorninck (1775 - 1837) en Adriana Maria Lamberts (1785 - 1857) ; de kleinzoon van luitenant-kolonel Martinus van Doorninck (1813-1867) en  Suzanna Maria Johanna Francisca Elizabeth de Man (1822 - 1907); en de zoon van Martinus van Doorninck (Breda, 27 juli 1847 - Olst, 4 januari 1886) en Helena de Man (Paramaribo (Suriname), 23 mei 1853 - Olst, 20 januari 1939).
Van Doorninck en De Man waren op 21 maart 1872 getrouwd in Breda en kregen, behalve Anton, nog vijf kinderen. Te weten Maria van Doorninck (1872 - 1960), Martinus van Doorninck (1876 - 1946), en de latere president van de rechtbank in Maastricht Theodoor van Doorninck (1878 - 1958). Twee dochters, Johanna van Doorninck (1880 - 1889) en Janna Petronella van Doorninck (1883 - 1885), stierven op zeer jonge leeftijd.
Anton van Doorninck is 'in stilte' begraven in Zutphen.